# Yonggang Huang

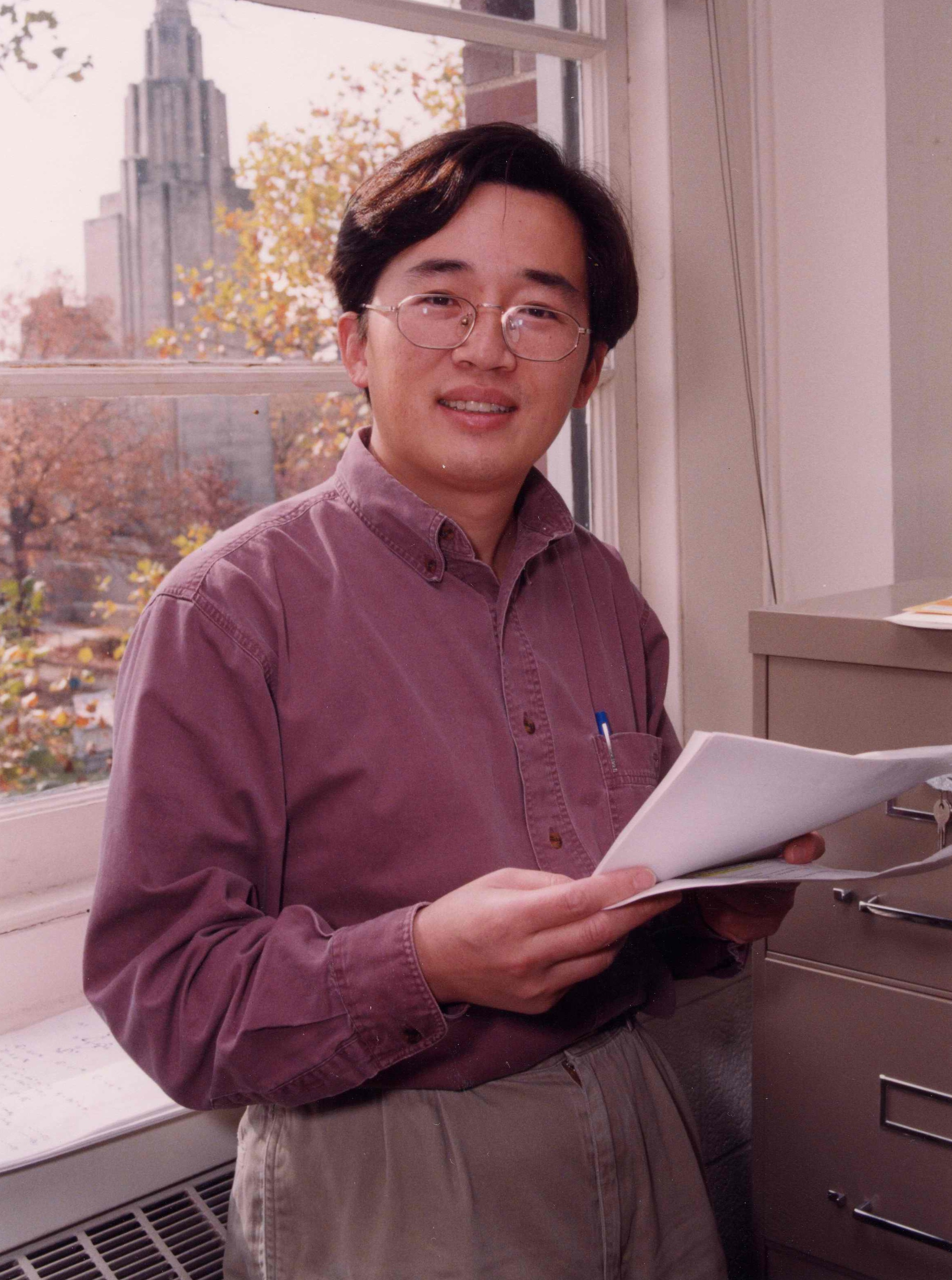
Yonggang Huang

Yonggang Huang (* 1962 in Peking) ist ein chinesisch-US-amerikanischer Ingenieur.
Huang studierte an der Universität Peking mit dem Bachelor-Abschluss in Mechanik 1984. Danach studierte er an der Harvard University mit dem Master-Abschluss 1987 und der Promotion bei John W. Hutchinson 1990. Er wurde 1991 Assistant Professor an der University of Arizona, 1995 Associate Professor an der Michigan Technological University. Ab 1998 war er an der University of Illinois at Urbana-Champaign mit voller Professur ab 2001, und ab 2007 Joseph Cummings Professor an der Northwestern University. Ab 2015 ist er dort Walter P. Murphy Professor für Werkstoffwissenschaften, Maschinenbau, Bau- und Umweltingenieurwesen.
Huang befasst sich mit Mechanik von Materialien (Festigkeitslehre) auf unterschiedlichen und über unterschiedliche Skalen mit Anwendungen zum Beispiel in Kohlenstoffnanoröhren, Medizin, Elektronik (dehnbare und flexible Elektronikbauteile, zum Beispiel auf der Haut) und dreidimensionalen deterministischen Zusammenbau.
Er ist Herausgeber des Journal of Applied Mechanics. Huang erhielt 2019 die Von-Karman-Medaille, 2017 die William Prager Medal, 2016 Nadai Medal und 2013 die Daniel C. Drucker Medal. Er ist auswärtiges Mitglied der Chinesischen Akademie der Wissenschaften, auswärtiges Mitglied der Academia Europaea (2017) und Mitglied der National Academy of Engineering. 2008 war er Guggenheim Fellow. Er gehörte 2009 zu den ISI Highly Cited Researchers in Ingenieurwesen und 2014 und 2015 in Materialwissenschaften. 2014 war Huang Präsident der Society of Engineering Sciences (SES), 2020 wurde er in die American Academy of Arts and Sciences und die National Academy of Sciences gewählt, 2023 zum auswärtigen Mitglied der Royal Society und zum Mitglied der Royal Society of Canada.

## Schriften (Auswahl)
- mit L. D. Yuan, M. W. Yuan: Elastic curved beams in space structures, Engineering Mechanics, Band 2, 1985, S. 64–75
- On the stability of elastic curved bars, Acta Mechanica Sinica, Band 3, 1987, S. 326–334
- mit J. W. Hutchinson, V. Tvergaard: Cavitation instabilities in elastic-plastic solids, Journal of the Mechanics and Physics of Solids, Band 39, 1991, S. 223–241
- mit V. Tvergaard, J.W. Hutchinson: Cavitation instabilities in a power hardening elastic-plastic solid, European Journal of Mechanics, A/Solids, Band 11, 1992, S. 215–231
- mit C. Liu, M.G. Stout, K.C. Hwang: The effect of interface damage on the microbuckling of unidirectional fiber-reinforced composites, Key Engineering Materials, Band 145, 1997, S. 473–478
- mit W. Zhou u. a.: Stamp collapse in soft lithography, Langmuir, Band 21, 2005, S. 8058–8068
- mit K. J. Hsia u. a.: Collapse of stamps for soft lithography due to interfacial adhesion, Applied Physics Letters, Band 86, 2005, S. 154106
- mit Khang u. a.: A stretchable form of single crystal silicon for high performance electronics on rubber substrates, Science, Band 311, 2006, S. 208–212.
- mit Kim u. a.: Stretchable and foldable silicon integrated circuits, Science, Band 320, 2008, S. 507–511
- mit Ko u. a.: A hemispherical electronic eye camera based on compressible silicon optoelectronics, Nature, Band 454, 2008, S. 748–753
- mit Park u. a.: Printed assemblies of inorganic light-emitting diodes for deformable and semitransparent displays, Science, Band 325, 2009, S. 977–981
- mit J. A. Rogers, T. Someya: Materials and mechanics for stretchable electronics, Science, Band 327, 2010, S. 1603–1607
- mit Kim u. a.: Epidermal electronics, Science, Band 333, 2011, S.  838–843
- mit Hwang u. a.: A physically transient form of silicon electronics, Science, Band 337, 2012, S. 1640–1644
- mit Kim: Injectable, cellular-scale optoelectronics with applications for wireless optogenetics, Science, Band 340, 2013, S. 211–216
- mit Song u. a.: Digital cameras with designs inspired by the arthropod eye, Nature, Band 497, 2013, S. 95–99.
- mit Xu u. a.: Soft microfluidic assemblies of sensors, circuits and radios for the skin, Science, Band 344, 2014, S. 70–74
- mit Xu u. a.: Assembly of micro/nanomaterials into complex, three-dimensional architectures by compressive buckling, Science, Band 347, 2015, S. 154–159
- mit Kang u. a.: Bioresorbable silicon sensors for the brain, Nature, Band 530, 206, S. 71–76
- mit Chung u. a.: Binodal, wireless epidermal electronic systems with in-sensor analytics for neonatal intensive care, Science, Band 363, 2019, eaau0780
- mit Mickle u. a.: A wireless closed-loop system for optogenetic peripheral neuromodulation, Nature, Band 565, 2019, S. 361–365